# Plavo Polje

Plavo Polje je naselje i mjesni odbor u Slavonskom Brodu. Smješteno je na potezu između željezničke pruge i tvrđave Brod te Save na jugu. Tu je smješten i Dom zdravlja Slavonski Brod, te već spomenuta tvrđava Brod. 
Mjesni odbor prelazi granice samog naselja te obuhvaća i glavni slavonskobrodski trg Ivane Brlić Mažuranića, Slavonija 1

## Obrazovanje
Osnovna škola nosi ime brodskog književnika Huge Badalića te je jedna od najstarijih osnovnih škola u Slavonskom Brodu. Područna škola je na Jelasu.
Dječji vrtić Pčelica Maja je između osnovne škole i Doma zdravlja.
Gimnazija Matija Mesić, jedna od najjačih i najboljih gimnazija u Hrvatskoj, smještena je na Slavoniji 1. Od svog osnutka 1918., kroz ovu školsku ustanovu prošlo je desetak tisuća učenika te spada u veće gimazije Hrvatske.
Klasična gimnazija fra Marijan Lanosovića nalazi se u kompleksu tvrđave Brod te je nešto novije povijesti. Osnovali su je franjevci 1998.

## Sport
U istoimenom gradskom parku se nalazi ŠRC Klasije, izgrađen 1960 god. Sastoji se od 2 malonogometna terena, košarkaškim te teniskim terenima. Posebnost ovog kompleksa je prva sportska dvorana u cijeloj bivšoj Jugoslaviji, no dvorana je spaljena fosfornom granataom 1992 god ispaljene iz minobacača u Bosni.